# Eriospermum pustulatum
Eriospermum pustulatum är en sparrisväxtart som beskrevs av Hermann Wilhelm Rudolf Marloth och Augusta Vera Duthie. Eriospermum pustulatum ingår i släktet Eriospermum och familjen sparrisväxter. Inga underarter finns listade i Catalogue of Life.